# 兰氏三强蟹
兰氏三强蟹（学名：Tritodynamia rathbunae）为大眼蟹科三强蟹属的动物。

## 分佈
分布于朝鲜东岸、日本以及中国大陆的山东、辽东半岛等地，生活环境为海水，常栖息于近岸泥沙底上，常与鳞沙蚕或柱头虫共栖。